# Pont Cardinet (metropolitana di Parigi)
Pont Cardinet è una stazione della linea 14 della metropolitana di Parigi.

## Storia
Nell'ambito della consultazione pubblica sull'estensione della linea 14 alla Mairie de Saint-Ouen, lanciata nel gennaio 2010, molti hanno chiesto una stazione su questa linea alla stazione di Pont-Cardinet, l'unica soluzione in grado di soddisfare adeguatamente le aspettative in termini di servizi di trasporto pubblico. Il responsabile della STIF ha indicato, come sintesi di questa consultazione, che proporrà al Consiglio della STIF di studiare questo progetto.
Nel 2011, il piano di massima per la desaturazione della linea 13 riflette le complessità geologiche, tra cui il rischio di cedimenti del terreno con impatto sulla pianificazione urbanistica esistente, che hanno portato STIF ad escludere l'idea di collegare la linea 14 con la stazione di Rome a favore di un collegamento a Pont Cardinet.
Il 26 gennaio 2011, lo Stato e la Regione hanno concordato i principali orientamenti per il trasporto pubblico nella regione dell'Île-de-France fino al 2025 e, in dettaglio, si sono accordati in particolare sulla costruzione di una stazione sulla linea 14 a Pont Cardinet.
Un ordine interpretativo emesso dalle prefetture di Senna-Saint-Denis, Hauts-de-Seine e Parigi il 4 ottobre 2012 ha dichiarato l'estensione della linea 14 di interesse pubblico.
La costruzione della stazione di Pont Cardinet è stata affidata al consorzio Eiffage TP/Razel-Bec. La stazione è stata costruita all'aperto. La struttura è servita come pozzo di montaggio per Magali, una delle due trivellatrici che stanno scavando il prolungamento della linea 14. I 1.594 metri di tunnel tra Pont Cardinet e Saint-Lazare sono stati scavati tra novembre 2015 e giugno 2016 a quasi 20 metri di profondità. La stazione è stata utilizzata ancora una volta per guidare la perforatrice del tunnel, ribattezzata Yolène, verso nord. Il resto delle opere di ingegneria civile della stazione sarà realizzato successivamente per un'apertura prevista per il 2020-2021.
La stazione è stata aperta il 14 dicembre 2020.

## La stazione
La stazione ha una superficie di 4290 m², una lunghezza di 120,5 m e una larghezza di 20,65 m. Le sue piattaforme si trovano a 20 metri di profondità.
La stazione della metropolitana si trova sotto l'estensione del parco Martin Luther King, sviluppato nell'ambito del progetto urbano Clichy-Batignolles. La stazione dispone di due accessi, un accesso principale a sud e un accesso secondario. L'accesso principale alla stazione si trova in rue Cardinet, di fronte alla Place des Batignolles. Si compone di una serie di due ascensori, due scale mobili e una scala fissa. Per gli utenti, il trasferimento tra la stazione e la metropolitana avviene su strada.
È la 303ª stazione della rete metropolitana parigina.

## Interscambi
La stazione si trova a poche decine di metri dalla stazione di Pont Cardinet, servita dalla Linea L della rete Transilien, che collega la stazione di Parigi Saint-Lazare a Versailles-Rive-Droite, Saint-Nom-la-Bretèche e Cergy-le-Haut.
La stazione dispone di collegamenti con le linee di autobus 31, 66 e 94 e con la linea 28.
Si collega anche con i treni della linea L della rete Transilien Paris Saint-Lazare, gruppo II, da Paris-Saint-Lazare a Versailles-Rive-Droite22 , e gruppo III, da Nanterre-Université a Maisons-Laffitte e Cergy-le-Haut.